# جورج (ربات)

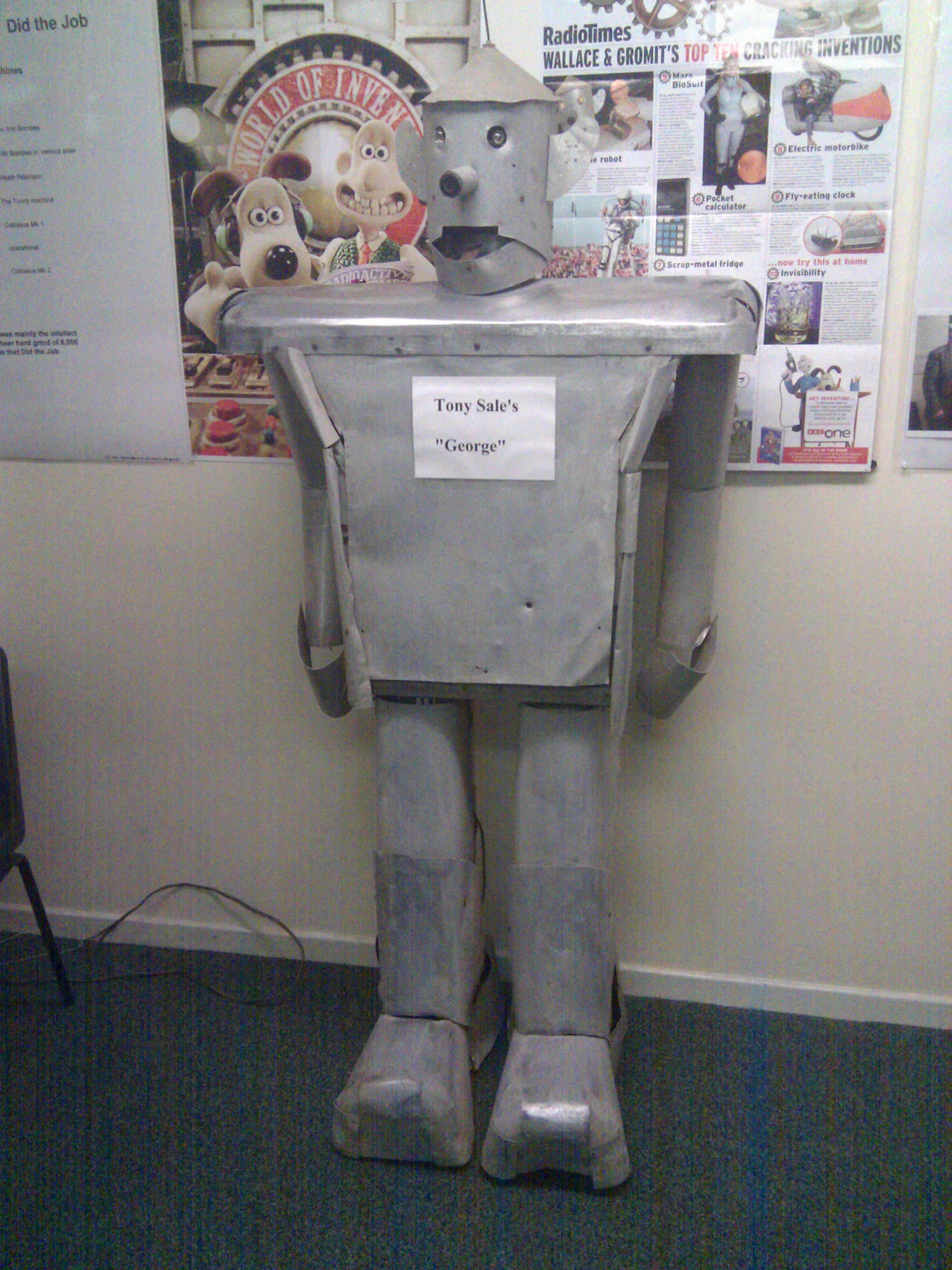
جورج در بلچلی پارک در سال ۲۰۱۰

جورج (انگلیسی: George) یک ربات انسان‌نمای بریتانیایی است که در سال ۱۹۴۹ توسط تونی سیل ساخته شد. این ربات با استفاده از ضایعات فلزات یک بمب‌افکن سقوط کردهٔ ولینگتون متعلق به نیروی هوایی پادشاهی بریتانیا ساخته شده‌است. جورج در سال ۲۰۱۰ توسط سیل دوباره فعال شد و در موزه ملی رایانش در پارک بلچلی به نمایش گذاشته شد.

## تاریخچه
تونی سیل در سال ۱۹۴۹ از ضایعات یک بمب‌افکن ولینگتون برای ساخت یک ربات انسان‌نمایساده به ارتفاع ۶-فوت (۱٫۸-متر) استفاده کرد و نام جورج را برای آن انتخاب کرد. هزینهٔ ساخت این ربات حدود ۱۵ پوند بود. در واقع، این ربات را می‌توان جورج مارک چهارم در نظر گرفت، زیرا سیل پیش از این نیز در سن ۱۲ سالگی یک ربات بسیار ابتدایی را در گاراژ خانهٔ والدینش ساخته بود و نام آن را جورج گذاشته بود و پس از آن نیز دو نسخهٔ دیگر از آن را ساخته بود.
آخرین ربات جورج، که تنها رباتی از این سری است که در حال حاضر نیز موجود است، همزمان با پیوستن سیل به نیروی هوایی سلطنتی به‌عنوان مربی رادار پایگاه آرای‌اف دبدن در اسکس در سال ۱۹۴۹ ساخته شد. این ربات می‌توانست راه برود، سرش را بچرخاند، بازوهایش را حرکت دهد و بنشیند. انرژی آن توسط یک جفت باتری موتورسیکلت که در داخل سینهٔ او کار گذاشته شده بود، تأمین می‌شد. این ربات همچنین می‌توانست فک خود را حرکت دهد تا صحبت کند و با ریموت رادیویی کنترل شود. روکش خارجی بدنهٔ ربات از آلومینیوم و دورالومین ساخته شده بود. جورج در روزهای کاری در پایگاه آرای‌اف دبدن به نمایش گذاشته شد بعدها در تلویزیون نیز ظاهر شد.

## فعال‌سازی مجدد در ۲۰۱۰
تونی سیل در نوامبر ۲۰۱۰ جورج را پس از ۴۵ سال عدم فعالیت کامل، دوباره فعال کرد. این ربات در گاراژ خانهٔ سیل نگهداری شده بود. باتری‌های اصلی ربات با باتری‌های لیتیومی جدید جایگزین شدند و برخی تعمیرات جزئی نیز بر روی آن انجام شد. سیل این فرایند را این‌طور توصیف کرد: «من او را از گاراژی که به مدت ۴۵ سال در آن ایستاده بود بیرون آوردم، کمی اطمینان داشتم که او دوباره کار خواهد کرد و خوشبختانه حق با من بود. مقداری روغن روی بلبرینگ‌ها ریختم و چند باتری لیتیومی جدید به پاهایش اضافه کردم، او را روشن کردم و او شروع به حرکت کرد. لحظه‌ای دوست داشتنی بود.»
این رویداد توجه رسانه‌های خبری سراسر جهان را به خود جلب کرد و فعالیت مجدد جورج در قسمت سوم دنیای اختراعات والاس و گرومیت به نمایش گذاشته شد. تونی سیل جورج را پس از فعال‌سازی مجدد به موزهٔ ملی رایانش اهدا کرد و جورج هم‌اکنون در این موزه در معرض دید عموم قرار دارد.

## نمایشگاه ۲۰۲۰
در ۱۵ مارس ۲۰۲۰، این ربات به‌عنوان بخشی از نمایشگاه ربات‌ها در موزه تکنیسکا در استکهلم، سوئد در معرض نمایش قرار گرفت.